# The Road Is No Place for a Lady
| Recensione                        | Giudizio |
| --------------------------------- | -------- |
| AllMusic                          | [ 1 ]    |
| The Encyclopedia of Popular Music | [ 2 ]    |

The Road Is No Place for a Lady è un album discografico di Cass Elliot, pubblicato dalla casa discografica RCA Records nell'ottobre del 1972.

## Storia
Come per il suo album precedente, Elliot era entusiasta di esplorare strade musicali diverse da quelle che aveva in passato. [senza fonte] Ha scelto i Trident Studios insieme a musicisti di sessione britannici e ingegneri di studio per aiutarla a ottenere un suono "nuovo". [senza fonte] Come per il suo album precedente, la RCA le ha concesso il controllo completo sul materiale e le ha permesso di mostrare la sua visione. [senza fonte] L'album è stato accreditato anche a Cass Elliot e non a "Mama Cass".

## Accoglienza
L'uscita dell'album era originariamente prevista per l'agosto 1972, ma fu posticipata al 12 ottobre a causa di un guasto nella fase di missaggio, e, come   il precedente album, non fu un successo.
Dopo la sua pubblicazione iniziale, l'album non è stato disponibile per oltre 30 anni. A causa del difetto nella fase di missaggio, i master originali del nastro avrebbero dovuto essere completamente remixati e rimasterizzati per una ristampa. 
L'album, nella sua versione corretta, venne poi ripubblicato solamente nel 2009.

## Tracce
Lato A
1. (If You're Gonna) Break Another Heart – 2:20 (Albert Hammond, Michael Hazlewood)
2. Saturday Suit – 2:55 (Jim Webb)
3. Does Anybody Love You – 2:50 (Renee Armand, Kerry Chater)
4. Walk Beside Me – 2:55 (Billy Day, Mike Leslie)
5. All My Life – 2:43 (Leah Kunkel, Dana Hildebrand)

Lato B
1. Say Hello – 3:09 (Paul Williams)
2. Who in the World – 2:40 (Malcolm Arnold, David Martin, Geoff Morrow)
3. Love Was Not a Word – 2:57 (Chip Taylor, Al Gorgoni, Trade Martin)
4. Oh Babe, What Would You Say – 3:03 (E.S. Smith)
5. The Road Is No Place for a Lady – 3:09 (Leah Kunkel)

## Musicisti
- Cass Elliot - voce
- Chris Spedding - chitarra elettrica
- Les Thatcher - chitarra acustica
- Dave McRae - pianoforte
- Les Hurdle - basso
- Barry Morgan - batteria
- Ray Cooper - percussioni
- Kay Garner - accompagnamento vocale, cori
- Vicki West - accompagnamento vocale, cori
- Margo Quantrall - accompagnamento vocale, cori
- Larry Fallon - arrangiamenti, conduttore musicale (brani: A2, A4, A5, B2, B4 e B5)
- Del Newman - arrangiamenti, conduttore musicale (brani: A1, A3, B1 e B3)

Note aggiuntive
- Lewis Merenstein - produttore
- Registrazioni effettuate al Trident Studios di Londra, Inghilterra
- David Hentschel - ingegnere delle registrazioni
- Dennis MacKay - assistente ingegnere delle registrazioni
- Masterizzazione effettuata da Mike Posner, RCA New York
- Pacific Eye & Ear - design album
- Ave Pildas - fotografie
- Acy Lehman - art director
- Ringraziamento speciale a: Rocco Laginestra, RCA London, David Katz e Derek Green[4]